# Serbien ved sommer-OL 2024
Serbien deltog i sommer-OL 2024 i Paris, Frankrig, fra den 26. juli til den 11. august 2024.
Udøvere for Serbien vandt totalt fem medaljer.

## Medaljer
| 2024 Paris | Guld | Sølv | Bronze | Total |
| Serbien    | 3    | 1    | 1      | 5     |

### Medaljevinderne
| Serbien under sommer-OL 2024 i Paris | Serbien under sommer-OL 2024 i Paris | Serbien under sommer-OL 2024 i Paris | Serbien under sommer-OL 2024 i Paris | Serbien under sommer-OL 2024 i Paris |
| Medalje                              | Navn | Sport                                | Event                                | Dato                                 |
| ------------------------------------ | --- | ------------------------------------ | ------------------------------------ | ------------------------------------ |
| Guld                                 | Zorana Arunović Damir Mikec | Skydning                             | Mixed 10 m air pistol team           | 30. juli                             |
| Guld                                 | Novak Djokovic | Tennis                               | Herresingle                          | 4. august                            |
| Guld                                 | Serbiens herrelandshold i vandpolo- Radoslav Filipović - Dušan Mandić - Strahinja Rašović - Sava Ranđelović - Miloš Ćuk - Nikola Dedović - Radomir Drašović - Nikola Jakšić - Nemanja Ubović - Nemanja Vico - Petar Jakšić - Viktor Rašović - Vladimir Mišović | Vandpolo                             | Men's tournament                     | 11. august                           |
| Sølv                                 | Aleksandra Perišić | Taekwondo                            | Women's –67 kg                       | 9. august                            |
| Bronze                               | Serbiens herrelandshold i basketball- Uroš Plavšić - Filip Petrušev - Nikola Jović - Bogdan Bogdanović - Vanja Marinković - Ognjen Dobrić - Nikola Jokić - Vasilije Micić - Marko Gudurić - Dejan Davidovac - Aleksa Avramović - Nikola Milutinov              | Basketball                           | Men's tournament                     | 10. august                           |